# ロザンヌ・バー
ロザンヌ・バー（Roseanne Barr 、1952年11月3日 - ）は、アメリカ合衆国ユタ州ソルトレイクシティ生まれの女優・コメディアン・声優である。

## 来歴

### 生い立ち
1952年11月3日にユタ州ソルトレイクシティにて、セールスマンと簿記係の娘として生まれる  。父方の祖父はオーストリア＝ハンガリー帝国およびリトアニア出身であり、アメリカに移住する際、「ボリソフスキー」（Borisofsky）から「バー」（ Barr）に苗字を変更している。
また、母方の祖母も敬虔な正統派ユダヤ教徒であり、バーの教育方針に影響を与えている一方、バー家の近所は末日聖徒イエス・キリスト教会（モルモン教）の信者ばかりだったため、両親は自らの信仰を隠し、時にはモルモン教の行事に参加した。
バーはこの時の様子について、「金曜日と土曜日と日曜日の朝、私はユダヤ教徒でした。火曜日の午後と水曜日の午後、私たち一家はモルモン教徒としてふるまいました」（ "Friday, Saturday, and Sunday morning I was a Jew; Sunday afternoon, Tuesday afternoon, and Wednesday afternoon we were Mormons."）と振り返っている。
バーは3歳の時、顔の左半分に麻痺が生じるベル麻痺にかかった。この時の様子についてバーは「私の母はラビを読んでお祈りをしてもらいましたが、治りませんでした。すると母はモルモン教の牧師にお祈りをしてもらったところ、奇跡的に治りました。」と振り返る一方、のちにこの症状が一過性のものであることが多く、牧師が来た時にたまたま治まったことを知ったと述べている。
6歳の時、バーはユタ州周辺にあるモルモン教の教会の説教で初めて人前で話す体験をし、のちにモルモン教の子どもグループの代表に選ばれた。
16歳の時、バーは車にはねられ、脳に深刻なダメージを受けた。その結果、バーの言動は大きく変わり、8か月もの間ユタ州立病院に入院していた。その間、バーは一児をもうけるも、養子に出した。
1970年、当時18歳だったバーは、コロラド州にいる友人に会いに行くため2週間の旅行に出ると両親に告げたまま、家を去った。

### 芸能デビュー後
1980年初頭あたりから、スタンダップ・コメディアンとして舞台に立ち始め、数多くの評価を得る。その後の1988年から1997年までABC製作の人気テレビシリーズ『ロザンヌ』へ主演し、一躍スターダムにのし上がる。同作品の出演において、1993年にテレビ業界の栄誉賞でもあるエミー賞とゴールデン・グローブ賞をそれぞれ受賞した。またその功績を認められ、ハリウッド・ウォーク・オブ・フェームにもその名を刻まれている。1989年には映画へも進出。メリル・ストリープ、エド・ベグリー・Jrら共演の『シー・デビル』において、夫とその浮気相手に復讐心を燃やす地味な主婦をユーモラスに演じて印象を残した。その他の作品としてはガス・ヴァン・サント監督の『カウガール・ブルース』などがある。1998年にはマディソン・スクエア・ガーデンで上演されたミュージカル『オズの魔法使い』に出演し、西の悪い魔女役を演じた。

### 私生活
これまで3度の結婚歴があり、すべて離婚に終わっている。2人目の夫は、コメディアンや俳優として知られるトム・アーノルドであり、彼と結婚している間に出演した作品のクレジットが“ロザンヌ・アーノルド”となっているものもある。
自閉症スペクトラム障害と診断されている。

## 論争

### 1990年国独唱唱時のトラブル
1990年6月25日にジャック・マーフィー・スタジアム（現:クアルコム・スタジアム）にて行われたシンシナティ・レッズ対サンディエゴ・パドレス戦直前にバーが歌った『星条旗よ永遠なれ』が調子外れであると批判を呼んだ。
その後、バーはPA装置のトラブルでよく聞こえなかったため、できるだけ大声で歌った結果、あのような耳障りな歌い方になってしまったと述べている。
また、斉唱後、彼女はズボンの股の部分をつかんでから地面に唾を吐くという野球の試合で選手がたびたびおこなう行為をまねたことについては、歌にユーモアを持たせて関係者を元気づけるために行ったと述べている。
この一連の行為はメディアによって大きな反響を呼び、最終的にはアメリカ合衆国大統領（当時）のジョージ・H・W・ブッシュが不快感を表明する事態にまで発展した 。
2012年、バーはコメディ・セントラル・ローストに出演し、最後の数小節を耳障りにならない程度の大声で歌った。

### ヒトラーの仮装
バーがアドルフ・ヒトラーに扮した"That Oven Feelin'"という写真が、ユダヤ系の風刺雑誌『ヒーブ』2009年7月号に掲載され、論争が起きた。
ナチスを題材にするということはバーからの提案であり、写真ではちょび髭とスワスティカのアームバンドを付けてヒトラーの格好をしたバーが、ユダヤ人に見立てたジンジャーブレッドマンを載せた盆を持つ様子が写されている。
雑誌の出版元であるジョシュ・ニューマン（Josh Neuman）は、怖がらせるのではなく風刺の目的でこれらの写真を掲載したと述べ、バーはナチスの犠牲者ではなくヒトラーを笑うためにあのようなことをしたと述べている 。
FOXニュースのビル・オライリーはこれらの写真がホロコーストをまねているとして批判し、Extraのマリオ・ロペスも「あのねロザンヌ、ヒトラーネタは誰も笑わないよ」("Come on, Roseanne. Hitler jokes are never funny.")と批判している 。
2018年に『ロザンヌ』の放送が再開された際、この問題が再びソーシャルメディアで取り上げられるようになり、ロサンゼルスタイムズやユダヤ教の新聞である『フォワード』など様々なメディアでも触れられるようになった。
また、これとは別に、バーはユダヤ人投資家のジョージ・ソロスをナチスの協力者と呼ぶなどの中傷行為を行っていたことも問題視された。

### 個人情報ツイート問題
2014年、トレイボン・マーティン射殺事件で逮捕され、無罪を言い渡された自警団員ジョージ・ジマーマンの両親は、「まず、私はもう隠れる場所がないということを知らせたい。もしジマーマンがまだ逮捕されていなかったら、彼の住所をリツイートするわ、それから2時間後には彼の家に行くかもね」（"At first I thought it was good to let ppl know that no one can hide anymore ... If Zimmerman isn't arrested I'll rt his address again – maybe go 2 his house myself."）という2012年3月29日にバーが発したツイートにより、自宅の住所と電話番号を無断で公開されたとして、裁判を起こした 。
セミノール郡巡回裁判所は、「バーが彼らの自宅へリンチ集団をけしかけようとしている」という両親の訴えを認め、彼らの感情を害し、プライバシーを侵害したとして、15,000ドル以上の支払いをバーに命じた 。
2015年8月には、バーの意向によりサマリー・ジャッジメントが開かれた。

### 銃乱射事件の生存者に関する陰謀論ツイート
2018年3月下旬、バーはマージョリー・ストーンマン・ダグラス高校銃乱射事件の生存者で、銃規制の活動家となったデビッド・ホッグが3月24日に行われたいのちの行進でナチス式の敬礼をしたという陰謀論をツイートし、のちに該当ツイートを削除した。

### バレリー・ジャレットに対する差別ツイートおよび『ロザンヌ』の打ち切り
2018年5月29日、バーは「ムスリム同胞団と猿の惑星に赤ちゃんができた、それがvj」（ "muslim brotherhood & planet of the apes had a baby=vj".）というバラク・オバマ政権で大統領上級顧問を務めたバレリー・ジャレットに対する人種差別的なツイートをした。
当初バーは、「ムスリムは『人種』じゃないわよ、サヨクども。イスラム教徒は『どの人種』にもいるんだからね」と自らの主張を守るようなツイートをしたが、のちに「悪いジョークで申し訳なかった」（"truly sorry for making a bad joke about [Jarrett's] politics and her looks"）として該当ツイートを削除した。
その後、バーは午前2時にアンビエン（ゾルピデム）を服用した結果あのようなことをしてしまったと釈明したが、アンビエンの製造元であるサノフィは「すべての薬に副作用はありますが、サノフィの製品で人種差別が副作用になるものはありません」（"While all pharmaceutical treatments have side effects, racism is not a known side effect of any Sanofi medication."）とツイッターを通じて表明した。
また、『ロザンヌ』で娘役として出ていたサラ・ギルバートはツイッター上で悲しみを表明し、『ロザンヌ』のエグゼクティブプロデューサーの一人であるワンダ・サイクスは降板を表明した。加えて、オリジナル版『ロザンヌ』の脚本家の一人であるダニー・ズーカーも「最初の『ロザンヌ』は移民排斥・人種および性的指向に対する差別を非難していた。今の彼女の姿には吐き気を覚える」と非難した。
同日午後、ABCはこのツイートを受けて『ロザンヌ』の打ち切りを発表した
。ABCの社長であるチャニング・ダンジは、バーの発言について「嫌悪すべきものであり、我々の価値観に反するものだ」としている。
さらに、バーの所属事務所であるICMパートナーズは彼女との代理契約を打ち切ったほか、バイアコムもオリジナル版『ロザンヌ』の再放送を取りやめる意向を明らかにした。
その後、『ロザンヌ』は、『コナーズ』というスピンオフという形で放送再開されることが決まり、バーはキャスト及びスタッフから外された。

## 政治活動
2011年8月5日、テレビ番組で2012年アメリカ合衆国大統領選挙でのアメリカ緑の党からの候補指名獲得を求めることを表明。同党前回指名候補のシンシア・マッキニーからの支持を得ていた。2012年7月の党大会における候補者指名投票では294票中72票を獲得し次点となった。

## 出演作品

### 映画
- シー・デビル She-Devil (1989)
- リトル★ダイナマイツ/ベイビー・トークTOO Look Who's Talking Too (1990) ※声の出演
- エルム街の悪夢 ザ・ファイナルナイトメア Freddy's Dead: The Final Nightmare (1991)
- カウガール・ブルース Even Cowgirls Get the Blues (1993)
- ブルー・イン・ザ・フェイス Blue in the Face (1995)
- セシル・B/ザ・シネマ・ウォーズ Cecil B. Demented (2000)

### テレビドラマ
- ロザンヌ Roseanne (1988-1997)
- ジェネラル・ホスピタル General Hospital (1994)
- 3rd Rock from the Sun (1997)
- マイ・ネーム・イズ・アール My Name is Earl (2006)
- ザ・オフィス The Office (2013)

### 声の出演
- ベイビートーク2 リトル ダイナマイツ Look Who's Talking Too (1990)
- The Rosey & Buddy Show(1992)
- フューチュラマ Futurama(2003) - 本人役
- A Dairy Tale(2004)
- ホーム・オン・ザ・レンジ にぎやか農場を救え! Home on the Range (2004)
- ミュータント・タートルズ Teenage Mutant Ninja Turtles (2013-2014)